# Carl Schaefer (Musiker)
Carl Theodor Emil Schaefer (* 30. März 1876 in Berlin; † 5. Oktober 1954 in Leipzig) war ein deutscher Fagottist.

## Leben
Schaefer besuchte das Reichfall-Konservatorium in Berlin. Er war zunächst als Fagottist am Stadttheater Erfurt, Berliner Concerthaus, Stadttheater Lübeck und an der Meininger Hofkapelle tätig. Außerdem spielte er im Bayreuther Festspielorchester.
Von 1899 bis 1936 war er Mitglied (1. Fagottist) im Gewandhausorchester Leipzig und  im Gewandhaus-Bläserquintett. Von 1922 bis 1952 war er zudem Dozent (ab 1948 Professor) am Leipziger Konservatorium. Zu seinen Schülern gehörten u. a. Werner Seltmann.
Er bearbeitete die Fagottschule von Julius Weissenborn. In Leipzig war er Mitglied der Freimaurerloge Minerva zu den drei Palmen.